# Johan August Enhörning
Johan August Enhörning, född 11 september 1824 i Västra Skedvi församling i Västmanlands län, död 7 mars 1885 i Sköns församling i Västernorrlands län,, var en svensk sågverksägare, skeppsredare och trävaruexportör.
Enhörning var först så kallad bodbetjänt i Stockholm och kom 1844 till Sundsvall, där han 1846–1857 innehade en diversehandel i Sundsvall. Enhörning anlade 1869 ett sågverk i Kubikenborg i Sköns socken och förvärvade 1875 Ås gruva i Alnö socken. Han var ledamot av stadsfullmäktige i Sundsvall 1863–1868 och 1871–1885.  Han blev riddare av Vasaorden 1882. 
Enhörning var gift med Mina Asp, som var garvardotter från Hudiksvall, men makarna hade inga barn. Han tog sig an sin brorson August Enhörning som övertog J.A. Enhörnings trävarufirma, då ännu benämnd Kubikenborgs sågverksbolag, och sågverket i Kubikenborg efter Johan August Enhörnings död.